# Сукачов Леонід Іванович
Леонід Іванович Сукачов (1 (14) квітня 1912, Полтава — 19 грудня 1937; псевд. Юрій Вітренко, Омелько Блюденко, Леонід Гадяцький, Ель Чо та ін.) — літературознавець і письменник.

## Біографія
Леонід Сукачов народився в сім'ї вчителя 14 квітня 1912 року в Полтаві. Спочатку навчався в школі с. Березова Лука, згодом — в Гадяцькому педтехнікумі (1927—1929 рр.) та Полтавському інституті соціального виховання (1929—1932 рр.).
Перші літературні спроби публікував в технікумівській стінгазеті «Студент революції», твори друкувалися в газетах «Більшовик Полтавщини», «Крицеві шляхи», «Ударник», у збірнику «За багатомільйонний комсомол» (1931), у республіканських журналах.
В інститут Леонід Сукачов вступає в комсомол, а у 1931 році працює у Полтавському міськкомі комсомолу. З 1933 року він — відповідальний секретар журналу «Піонерія». Вірші, оповідання, нариси Сукачова публікувались у журналах «Дитячий рух», «Піонервожатий», «Весела бригада». 1933 року в переробці Леоніда Сукачова виходить «Щоденник Еміля Соляно» А. Торреса, в 1934 році — його книга для дітей «Народжені Жовтнем».
У 1933 році вступає в аспірантуру Інституту літератури імені Тараса Шевченка, а потім Київського університету. Після закінчення навчання працює старшим науковим співробітником Інституту літератури імені Тараса Шевченка АН УРСР (з 1935). Його статті, зокрема з шевченкознавства, друкують в «Літературній газеті», «Літератарній критиці», «Штормі», «За марксоленінську критику», «Вістях» та інших виданнях.
У 1936 році Л. І. Сукачов був делегатом І конференції молодих учених України. Того ж року він починає читати курс української літератури в Київському педагогічному інституті.
Брав участь у підготовці академічного видання творів Тараса Шевченка (2-го і 5-го томів), коментує разом з Анатолем Костенком текст «Журналу (щоденника) Шевченка».
В 1937 році був репресований і знищений як «ворог народу». Реабілітований у 1955 році.